# Bourvil

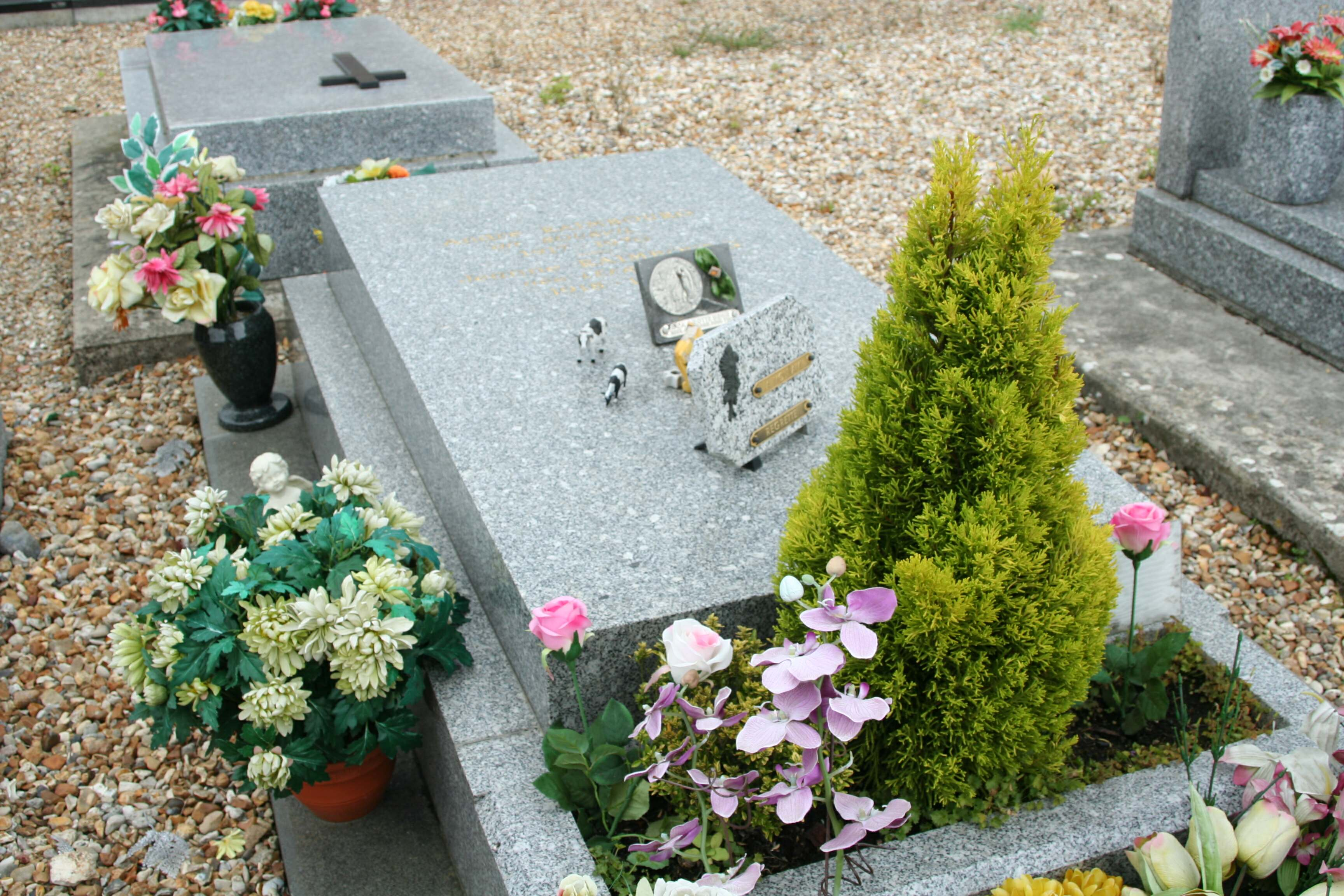
Grób Bourvila na cmentarzu w Montainville

Bourvil, właśc. André Robert Raimbourg (ur. 27 lipca 1917 w Prétot-Vicquemare, zm. 23 września 1970 w Paryżu) – francuski aktor i piosenkarz.

## Życiorys
Raimbourg urodził się 27 lipca 1917 r. w rodzinie rolników. Rok później jego ojciec zmarł na hiszpankę. Wychowywał się w miejscowości Bourville, gdzie matka mieszkała z drugim mężem. Był dobrym uczniem, po skończeniu szkoły podstawowej trafił do szkoły nauczycielskiej, jednak zrezygnował z nauki, gdyż bardziej interesowały go śpiewanie w chórze oraz gra na trąbce i akordeonie. Przez pewien czas pracował jako piekarz w Rouen, tam zobaczył występ cyrkowego komika i postanowił zostać artystą.
W 1936 r. zaciągnął się do 24. Pułku Piechoty, by grać w orkiestrze pułkowej. Koledzy poradzili mu zgłoszenie się do kabaretu. Skorzystał z rady i przyjął pseudonim Andrel. W czasie okupacji niemieckiej pracował w Paryżu jako hydraulik, a wieczorami grał w kabarecie. W 1942 r. przyjął pseudonim Bourvil od nazwy rodzinnej miejscowości, tę zmianę zaproponował mu kuzyn Lucien.
W filmie zadebiutował w 1945 roku w La ferme du pendu. Bourvil jest znany głównie dzięki rolom w filmach komediowych. Wystąpił m.in. w serii filmów z Louisem de Funèsem, a najbardziej cenione z nich to Gamoń oraz Wielka włóczęga. Komediowy duet skojarzono na zasadzie kontrastu – Bourvil z reguły był na ekranie spokojnym, naiwnym mieszczuchem zdominowanym przez nerwowego i despotycznego bohatera granego przez de Funèsa.
Najczęściej jednak grywał dość stereotypowe role chłopków-roztropków; wniósł do kina francuskiego ludowy komizm, będący połączeniem trywialności i wzniosłości. Miał w swym dorobku także role dramatyczne. Najwybitniejszą z nich jest kreacja komisarza policji w W kręgu zła, thrillerze Jeana-Pierre’a Melville’a nakręconym tuż przed śmiercią aktora w roku 1970.
Zmarł na nowotwór szpiku kostnego 23 września 1970 r. w wieku 53 lat.
Od 1943 r. aż do śmierci był żonaty z Jeanne Lefrique (1918–1985), która była jego menadżerem. Ze związku tego miał dwóch synów, Dominique’a (ur. 1950) i Philippe’a (ur. 1953).

## Wybrana filmografia
- 1970 – W kręgu zła (Le Cercle rouge) jako komisarz Mattei
- 1970 – Wał atlantycki jako Léon Duchemin
- 1969 – Ci wspaniali młodzieńcy w swych szalejących gruchotach jako pan Dupont
- 1969 – Świąteczna choinka jako Verdun
- 1969 – Mózg jako Anatole
- 1968 – Ci wspaniali mężczyźni na swych rowerach jako Jules Auguste Duroc
- 1966 – Wielka włóczęga jako Augustin Bouvet
- 1965 – Gamoń jako Antoine Marechal
- 1963 – Potyczki kuchenne jako Andre Colombey
- 1963 – Szkatuła pani Józefy jako Pierre Corneille
- 1962 – Najdłuższy dzień jako mer Colleville
- 1962 – Światło księżyca w Maubeuge jako śpiewak w telewizji
- 1961 – Całe złoto świata jako Mthieu Dumont oraz jego synowie Toine i Martial
- 1960 – Serce i szpada jako Cogolin
- 1960 – Fortunat jako Noël Fortunat
- 1959 – Garbus jako Passepoil
- 1959 – Droga młodości jako Charles Michaud
- 1959 – Zielona kobyła jako Honoré Haudouin
- 1958 – Lustro o dwóch twarzach jako Pierre Tardivet
- 1958 – Nędznicy jako Thenardier
- 1956 – Czarny rynek w Paryżu jako Marcel Martin
- 1956 – Śpiewak z Meksyku jako Morano/Vincent Etchebar
- 1955 – Huzarzy jako Flicot
- 1954 – Gdyby Wersal mógł mi odpowiedzieć jako strażnik w muzeum
- 1954 – Jego rybki jako Emile Dupuy
- 1954 – Kadet Rousselle jako Jérôme Baguindet
- 1953 – Trzej muszkieterowie jako Planchet
- 1952 – Wioska w Normandii jako Hyppolite Lemoine
- 1945 – Gospodarstwo wisielca